# Георги Г. Георгиев
Вижте пояснителната страница за други личности с името Георги Георгиев.
Георги Георгиев Георгиев е български актьор и режисьор.

## Биография
Роден е на 20 юли 1939 г. в семейството на Надежда и Георги Георгиеви. Завършва семестриално Юридическия факултет на Софийския университет, а през 1966 г. актьорско майсторство за драматичен театър във ВИТИЗ „Кръстьо Сарафов“ при професор Моис Бениеш.
През кариерата си работи в ДМТ – Велико Търново (1966 – 1967), Драматичен театър - Пловдив (1967 – 1968), Драматичен театър – Перник (1968 – 1971), театър „4+4“ (1971 – 1972), Централен куклен театър (1972 – 1974) и Нов драматичен театър „Сълза и смях“ (1976 – 1994). От 1994 до 2006 г. е директор на Общински театър „Възраждане“..
До смъртта си е женен за Кева Апостолова, с която имат син – Георги Георгиев-Гого, който също е актьор и е по-известен с озвучаването на реклами, филми и сериали. Има двама внука – Кристиян и Георги. На 13 октомври 2009 г. е издадена биографичната му книга „Половината истина“.
Умира на 13 октомври 2008 г. Опелото се състои в столичния храм „Свети Седмочисленици“ на 16 октомври.

## Работа в театъра

### Актьор
- „Агамемнон“ от Есхил
- „Унижените и оскърбените“ от Фьодор Достоевски
- „Разказът на едно момиче“
- „Когато куклите не спят“ от Леда Милева
- „Вампир“ от Антон Страшимиров
- „Доходно място“
- „Плесницата“
- „Полет над кукувиче гнездо“ от Дейли Васерман
- „Праг“
- „Вижте кой идва“

### Постановчик
- „Сдружени убийци“
- „Вкус на мед“
- „Душата ми се моли“
- „Женско царство“ от Ст. Л. Костов
- „Червената шапчица“
- „Спящата красавица“
- „Куклата Барби“

## Телевизионен театър
- „Римска баня“ (1989) (от Станислав Стратиев, реж. Уляна Матева)
- „Делото Опенхаймер“ (1988)
- „Цилиндъра“ (1974) (Едуардо де Филипо)

## Филмография
| Година      | Филми и Сериали                     | Серии    | Копродукции        | Роля                                    |
| ----------- | ----------------------------------- | -------- | ------------------ | --------------------------------------- |
| 1991        | Тони                                |          |                    |                                         |
| 1990        | Под игото                           | 9        | България / Унгария |                                         |
| 1988        | Неизчезващите                       | 5        |                    |                                         |
| 1985        | История с куче без куче             |          |                    | бащата                                  |
| 1983        | Прадеди и правнуци – Каменно гнездо | 5        |                    |                                         |
| 1983        | Вярност                             | 2        |                    |                                         |
| 1982        | Николо Паганини (Никколо Паганини)  | 3        | СССР / България    |                                         |
| 1980        | Боянският майстор                   | 2        |                    |                                         |
| 1979        | Адаптация                           | 3        |                    |                                         |
| 1978        | Селцето                             | 5        |                    | Анани                                   |
| 1978        | Селцето                             | 2        |                    | Анани                                   |
| 1977        | Петимата от РМС                     | 5        |                    | (в 1 серия: II)                         |
| 1973        | Мандолината                         |          |                    | затворник                               |
| 1971        | Демонът на империята                | 10       |                    | комита (в VIII серия)                   |
| 1969 - 1971 | На всеки километър                  | 26       |                    |                                         |
| 1969        | Признание                           |          |                    | Сашко                                   |
| 1969        | Един миг свобода                    | 2 новели |                    | затворникът Георги (в 1-ва: „Старецът“) |
| 1969        | Синовете на правдата                |          |                    |                                         |
| 1969        | Иконостасът                         |          |                    | гръцкият свещеник                       |
| 1968        | Танго                               |          |                    | Йордан Митовски, синът на Ильо          |
| 1965        | Цар и генерал                       |          |                    | свещеникът                              |
| 1964        | Крадецът на праскови                |          |                    |                                         |
| 1963        | Незавършени игри                    |          |                    |                                         |